# 原始銀河
原始銀河（げんしぎんが、protogalaxy、primordial galaxy、primeval galaxy）は、現代宇宙論において、銀河を形成しつつあるガスの雲である。銀河の進化のこの段階における星形成の速度は、その銀河が渦巻銀河になるか楕円銀河になるかを決定すると考えられており、星形成がゆっくりだと渦巻銀河が形成されやすい傾向があるとされている。原始銀河中のガスの小さな塊が恒星を形成する。「原始銀河」という用語は主にビッグバン理論で使われる。